# Gornji Karin
Gornji Karin falu Horvátországban Zára megyében. Közigazgatásilag Obrovachoz tartozik. 

## Fekvése

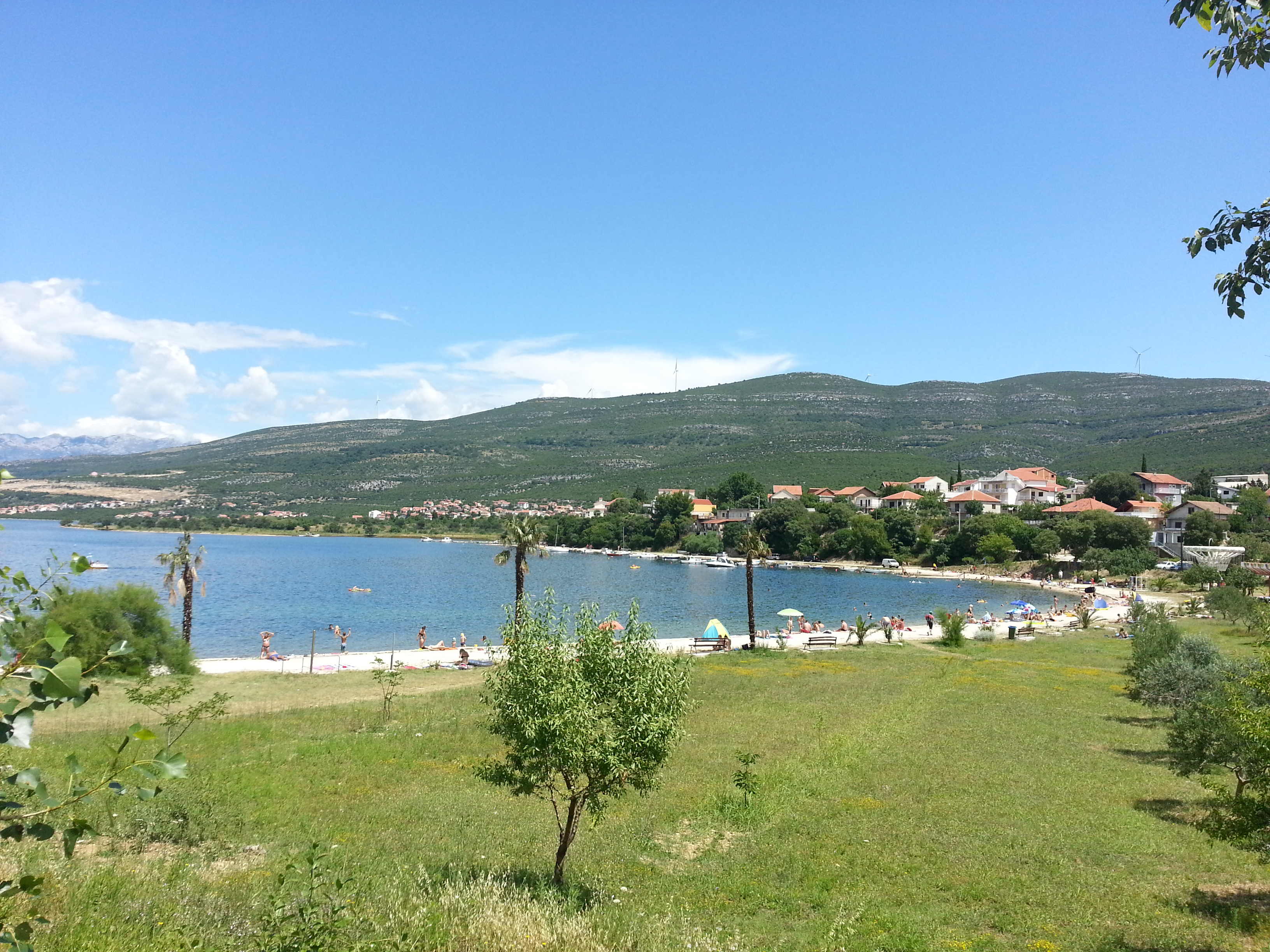
Strand Gornji Karin

Zárától légvonalban 32, közúton 40 km-re keletre, községközpontjától légvonalban 8, közúton 14 km-re délnyugatra, Dalmácia északi részén és a Ravni kotari tájegység északi részén, a Karini-tenger partján, a Bijela-patak torkolatánál fekszik. 

## Története
Karin területén már a rómaiak előtt az ókorban erődített település állt. A vár maradványai Benkovac felől Karin felé haladva Popovići felé kanyarodva egy magaslaton találhatók. A romokhoz egy meredek ösvény vezet fel. A várat még az illírek építették, erről tanúskodnak az itt talált cserépköredékek és egy Latra istennek szentelt templom feltárt részei. A rómaiak idejében Karint „Corinium”nak nevezték és amfiteátrumot is építettek ide. A horvátok letelepedése után a horvát Karinjan nemzetség központja lett (erről egy oltárelőépítmény felirata tanúskodik). Ezután a hagyomány szerint Dmitar Zvonimir horvát király nászajándékként Klaudija nevű lányával aki Voniha Lapčanin felesége lett, a Lapčan nemzetségnek adta. A várat a 10. században a híres bizánci császár Bíborbanszületett Konstantin is megemlíti. Karin a középkorban a Gusić nemzetséghez tartozó Kurjaković és Karlović családok uralma alatt állt. Határában a 15. században egy korábbi bencés kolostor helyén a ferencesek építettek kolostort. A török 1527-ben foglalta el a várat és a települést. A velenceiek a 17. század közepén rövid időre visszafoglalták, de a török uralom egészen 1685-ig tartott. A török kiűzése után 1797-ig a Velencei Köztársaság része volt. 1709-ben 659 lelket számláltak a településen. Miután a francia seregek felszámolták a Velencei Köztársaságot és a campo formiói béke értelmében osztrák csapatok szállták meg. 1806-ban a pozsonyi béke alapján a Francia Császárság Illír Tartományának része lett. 1815-ben a bécsi kongresszus újra Ausztriának adta, amely a Dalmát Királyság részeként Zárából igazgatta 1918-ig. A településnek 1857-ben 1040, 1910-ben 1655 lakosa volt. Az első világháború után előbb a Szerb-Horvát-Szlovén Királyság, majd Jugoszlávia része lett. A második világháború idején 1941-ben a szomszédos településekkel együtt Olaszország fennhatósága alá került. Az 1943. szeptemberi olasz kapituláció, majd német megszállás után visszatért Horvátországhoz, majd újra Jugoszlávia része lett. 1991-ben lakosságának 97 százaléka szerb nemzetiségű volt. 1991-től szerb lakói csatlakoztak a Krajinai Szerb Köztársasághoz. A Vihar hadművelet idején 1995 augusztusában a horvát hadsereg visszafoglalta a települést. A településnek 2011-ben 1125 lakosa volt.

## Lakosság
| Lakosság változása | Lakosság változása | Lakosság változása | Lakosság változása | Lakosság változása | Lakosság változása | Lakosság változása | Lakosság változása | Lakosság változása | Lakosság változása | Lakosság változása | Lakosság változása | Lakosság változása | Lakosság változása | Lakosság változása | Lakosság változása |
| ------------------ | ------------------ | ------------------ | ------------------ | ------------------ | ------------------ | ------------------ | ------------------ | ------------------ | ------------------ | ------------------ | ------------------ | ------------------ | ------------------ | ------------------ | ------------------ |
| 1857               | 1869               | 1880               | 1890               | 1900               | 1910               | 1921               | 1931               | 1948               | 1953               | 1961               | 1971               | 1981               | 1991               | 2001               | 2011               |
| 1.040              | 1.146              | 1.234              | 1.235              | 1.415              | 1.655              | 1.541              | 1.637              | 1.001              | 1.123              | 1.175              | 1.089              | 949                | 876                | 859                | 1.125              |

## Nevezetességei
Szent Nedelja tiszteletére szentelt szerb pravoszláv temploma 1985-ben épült, 1995-ben a bevonuló horvát erők földig rombolták. Azóta rom.
Az iskola és a posta északkeleti oldalán lévő ligetben az ásatási munkák során egy ókeresztény templom alapjait találták meg. Egyes adatok szerint itt egy Szent Vid tiszteletére szentelt templom állt. Az itt talált, a híveket a szentélytől elválasztó faragott kőtábla töredék és boltszék darabja a templom építését az 5. vagy a 6. századra datálja.